# Famille de Folard
La famille de Folard, d'origine anglaise puis savoyarde, est connue en Avignon aux XVIIe et XVIIIe siècles. Elle s'est éteinte au XIXe siècle. 

## Historique
D'origine anglaise, la famille Folard ou de Folard s'est installée en Savoie au XVe siècle. Au siècle suivant, les Folard s'en exilent à la suite d'un scandale ou d'un règlement de comptes. Une branche de cette famille s'établit en Auvergne, une autre en Avignon,. C'est cette dernière branche qui semble la plus connue. Elle compte plusieurs personnalités dans les domaines militaire, diplomatique et religieux. Elle est alliée aux familles de Ruffi, d'Armand, de Mantica, de Bruno, d'Arcy, de Vernéty Saint-Hubert.

## Personnalités
- Nicolas-Joseph de Folard (1664-17..), dominicain, épistolier  épicurien[3].
- Jean-Charles de Folard (1669-1752), dit le Chevalier de Folard, stratège, officier et ingénieur français[2].
- Melchior de Folard (1683-1739), jésuite, professeur de rhétorique, dramaturge[4].
- Hubert de Folard (1709-1799), diplomate, ministre de France, conseiller d'État[5].

## Filiation
- Nicolas Folard (XVIIe siècle, mort en 1638), épouse en 1628 Marguerite Gay ou de Guay, descendante du jurisconsulte Jean Gayüs[6].
  - Pierre de Folard, docteur en droit.
  - Jérôme de Folard (1631-1706), docteur en droit, avocat, professeur de droit en Avignon, épouse Madeleine de Ruffi ou Marguerite de Raffe[7].
    - Nicolas-Joseph de Folard (1664-17..), dominicain, épistolier.
    - Jean-Charles de Folard (1669-1752), stratège, officier, ingénieur.
    - Paul Folard, capitaine au régiment de Vivarais.
    - Joseph François de Folard (1681-17..), épouse Madeleine d'Armand.
      - Hubert de Folard (1709-1799), diplomate, ministre de France, conseiller d'État, épouse Agnès, baronne de Mantica.
        - Amélie-Josèphe-Marie-Antoinette-Walburge-Thérèse-Agnès de Folard (morte en 1828), qui épouse Richard-Daniel-Dominique, baron d'Arcy (1755-1779).
        - Marie-Anne de Folard (1761-1793), qui épouse Pierre de Vernéty, marquis de Saint-Hubert (1750-1831).
        - Hyacinthe de Folard (1775-18..), qui épouse Adrien François de Bruno (1771-1861), général français, lieutenant général en Hollande.

    - Melchior de Folard (1683-1739), jésuite, professeur de rhétorique, dramaturge.